# Mocache (kanton)
Mocache – kanton w prowincji Los Ríos, w Ekwadorze. Stolicą kantonu jest Mocache.